# Flexlearn
Flex-learn (fleksibel læring) er et dansk mobilenhed-baseret e-læringssystem. I modsætning til andre internetbaserede indlæringskoncepter er der tale om et system, der bygger på individuelt udviklede forløb, som tager udgangspunkt i den enkeltes optimale indlæringsmetode.